# Bjarni Herjólfsson
No confundir con Bjarni Hrolfsson.
Bjarni Herjólfsson (siglo X) fue un explorador nórdico del que se cree que fue el primer europeo que avistó las costas norteamericanas. Bjarni era hijo de uno de los primeros colonos vikingos groenlandeses, Herjulf Bårdsson.

## Deriva por la costa de Labrador
Según se narra en la saga de los Groenlandeses, alrededor de 986, Bjarni Herjólfsson, que había pasado el invierno en Noruega, se dirigió a Islandia para reunirse con su padre. Al desembarcar en Eyrar, se enteró de que este había vendido la granja y había abandonado el país con Erik el Rojo para asentarse en Groenlandia. Bjarni decidió ir en su busca, pero nadie fue capaz de indicarle la ruta que debía tomar.
Ya en el mar, la única cosa que sabía era que debía navegar hacia el oeste. Al cabo de tres días, perdió de vista la costa islandesa y el viento, que le había sido favorable hasta entonces, amainó y empezó a soplar del norte, acompañado de niebla. El barco marchó a la deriva durante varios días.
Cuando el tiempo mejoró, los vikingos avistaron una costa y Bjarni dijo que, en su opinión, no podía tratarse de Groenlandia. La tripulación preguntó si tenía la intención de acostar y él contestó que prefería bordearla. Vio que el terreno era arbolado, con colinas poco elevadas. Entonces, Bjarni se desvió hacia el norte sin detenerse, ya que su única preocupación era reunirse con su padre.
Dos días más tarde, vieron tierra de nuevo. Sus hombres le preguntaron si creía que esta vez era efectivamente Groenlandia. Respondió que no, ya que le habían dicho que en Groenlandia había enormes glaciares. Se acercaron entonces a la costa, que les pareció llana y arbolada.
El viento amainó y la tripulación pensó que había llegado el momento de bajar a tierra para aprovisionarse de madera y agua. Bjarni se opuso, con el pretexto de que no les faltaba nada y ordenó a sus hombres que izasen la vela, a lo que obedecieron de mala gana. Un viento del sudoeste sopló durante tres días, al término de los cuales vieron tierra por tercera vez. Ahora se trataba de un terreno elevado, montañoso, coronado por un glaciar. De nuevo la tripulación quiso saber si tenía la intención de abordar. "No - repuso - porque en mi opinión, esta tierra no vale nada". Siguieron la costa y vieron que era una isla. A continuación, volvieron a alta mar aprovechando el mismo viento favorable. Poco después, se levantó una tempestad y Bjarni tuvo que hacer apocar la vela.
Cuatro días más tarde, vieron tierra por cuarta vez. Bjarni respondió a la tripulación, la cual le preguntaba si habían llegado por fin a Groenlandia, que por lo menos se aproximaba más a la descripción que le habían hecho de este país y que era preciso desembarcar. Al caer la noche, se acostaron en una lengua de tierra donde vieron un barco varado. Y, extraña coincidencia, precisamente era allí donde habitaba Herjolf, el padre de Bjarni. Este abandonó sus actividades comerciales, se estableció a su lado y continuó trabajando la tierra tras la muerte de Herjolf.
Este relato, tomado de la saga de los Groenlandeses, induce a pensar que los caprichos de los vientos y las corrientes hicieron derivar el barco de Bjarni Herjolfsson hacia las costas del Labrador y que las tierras a las que se acercó en dos ocasiones pertenecían al continente americano. Sin embargo, la hipótesis es difícil de confirmar, ya que se basa en una saga, género literario en el que la ficción se mezcla continuamente con la realidad.